# 白賊嶼
白賊嶼，又稱白舌礁，為台灣澎湖縣白沙鄉的一個島嶼，面積約0.0191平方公里。島嶼位在白沙鄉赤崁村東方約1公里處。該島為一沉水礁岩，滿潮時大部分面積皆隱沒在海平面以下。
該島曾因其島名和政治人物吳敦義誠信相關而一時聲名大噪。